# Matthew Fox
Matthew Fox (Abington,  Pennsylvania, SAD, 14. srpnja 1966.) je američki glumac i bivši model. 
Najviše slave je stekao s trenutnom ulogom Dr. Jack Shepharda u dramskoj seriji Izgubljeni, zahvaljujući kojoj je i osvojio nagradu Saturn za najboljeg glumca na televiziji.